# Segni (volk)
De Segni waren een volksstam die traditioneel gesitueerd wordt in de Ardennen. Hun woongebied lag volgens Caesar, die hen in één adem met de Condrusi vernoemt in boek VI van zijn De Bello Gallico, tussen dat van de Eburonen en dat van de Treveri. Caesar vernoemt de Condrusi, nu zonder de Segni, in boek II: samen met de Eburonen, de Paemani en de Caerosi vormen zij de groep der zogenaamde Germani cisrhenani, Germaanse stammen die ten westen van de Rijn woonden.
Over de waarde die aan deze en dergelijke uitspraken van Caesar mag gehecht worden, is veel discussie. Over de precieze situering van het woongebied van de Segni en hun etnische oorsprong is op basis van de vage gegevens van Caesar niets met zekerheid te zeggen. Zij worden traditioneel in de vallei van de Ourthe gesitueerd. Hoewel de Segni gerekend worden tot de Oude Belgen, lijkt Caesar hen niet als Belgae te beschouwen.